# Plarail
Plarail (プラレール Purarēru?) är ett leksakståg med järnväg av Tomy, som introducerades i Japan 1959. I oktober 1961 utkom det första batteridrivna elektriska tåget. Systemet kallas vanligtvis "Plarail system" i Asien och "Tomica World" utanför. Tågen går på en speciell plasträls, medan bilar går på en speciell grå väg.

### Fotnoter
1. 1 2   PDF ”Takara-Tomy Company History Brochure”. Arkiverad från originalet den 25 december 2010. https://web.archive.org/web/20101225130927/http://takaratomy.co.jp/company/english/pdf/brochure.pdf. (4.09 MB)
2. ↑  Tomy information and history at the Funding Universe website. Plarail is mentioned in the paragraph titled: "Defining Eras in the 1960s".